# Dysidea tubulata
Dysidea tubulata är en svampdjursart som först beskrevs av Marcus Lehnert och van Soest 1998.  Dysidea tubulata ingår i släktet Dysidea och familjen Dysideidae.
Artens utbredningsområde är Jamaica. Inga underarter finns listade i Catalogue of Life.